# República Socialista Soviètica Lituana-Belarussa
La República Socialista Soviètica Lituana-Belarussa (RSSLB; en lituà: Lietuvos–Baltarusijos Tarybinė Socialistinė Respublika; en belarús: Літоўска–Беларуская Савецкая Сацыялістычная Рэспубліка; en rus: Литовско–Белорусская ССР; en polonès: Litewsko–Białoruska Republika Rad) o Litbel (Lit-Bel) va ser una república socialista soviètica que va existir en territoris de les modernes Belarús i Lituània durant aproximadament set mesos de l'any 1919. Va ser creada per la unió de la República Socialista Soviètica de Lituània i de la República Socialista Soviètica de Belarús. Aquesta efímera república es va dissoldre quan l'Exèrcit polonès va ocupar els territoris que reclamava l'RSSLB a la Lituània Oriental, durant la Guerra poloneso-soviètica.

## Antecedents
La revolució bolxevic a Rússia a l'octubre de 1917 va establir un govern comunista en el país. Aquest, es va afrontar des del primer moment a una guerra civil, i va decidir negociar una pau ràpida amb les Potències Centrals per donar fi a la participació russa a la Primera Guerra Mundial i poder enfrontar-se en condicions a les diverses faccions contrarevolucionàries que se li l'acaraven. D'acord amb el Tractat de Brest-Litovsk (març de 1918) Rússia va aconseguir la pau a costa de perdre una considerable extensió del seu territori; les actuals Finlàndia, Estònia, Letònia, Lituània, Polònia, Moldàvia, Belarús i Ucraïna van quedar sota ocupació militar de les potències centrals. Tanmateix l'esdevenir de la guerra al Front Occidental va propiciar la rendició i derrota de les potències centrals només uns mesos més tard, al novembre de 1918.
Així després del final de la Primera Guerra Mundial al novembre de 1918, la Unió Soviètica va començar una ofensiva cap a l'oest seguint la retirada de l'exèrcit alemany i el buit de poder deixat per aquests. A la seva concepció de revolució proletària global els bolxevics russos tractaven de propagar la revolució per tot el món. El seu objectiu amb l'ofensiva cap a l'oest era des d'aquest prisma crear una xarxa de repúbliques soviètiques «germanes» a l'Europa de l'Est, fins a arribar a prendre contacte territorial amb Alemanya i Hongria on s'estaven produint en aquests moments d'altres moviments revolucionaris de caràcter proletari (la Revolució de Novembre a Alemanya i la proclamació d'una república soviètica a Hongria), amb l'objectiu de recolzar aquests moviments. També cabia entendre aquesta ofensiva des d'un altre prisma, el de l'intent de recuperació dels territoris que Rússia s'havia obligat a cedir uns mesos abans a Brest-Litovsk. En el seu avançament cap a l'oest els soviètics es van enfrontar principalment als moviments nacionalistes dels països acabats d'independitzar. Comptaven això sí amb el suport de grups comunistes locals que van anar fundant repúbliques soviètiques formalment independents a mesura que es produïa l'avenç soviètic, encara que aquestes a la pràctica estaven controlades des de Rússia. A la fi de desembre de 1918, les forces bolxevics van arribar fins a Lituània.
El 16 de desembre de 1918 es va proclamar la República Socialista Soviètica de Lituània, i uns pocs dies més tard, l'1 de gener de 1919 es va fundar alhora la República Socialista Soviètica de Belarús. Les dues noves repúbliques eren febles estats governats pels acabats de crear Partit Comunista de Lituània i Partit Comunista de Belarús, mancats de suport popular. Enfrontats a diversos revessos militars en els seus enfrontaments amb els nacionalistes lituans i polonesos, els soviètics van decidir combinar els seus esforços i les dues repúbliques es van fusionar a Litbel el 27 de febrer de 1919. Els partits comunistes també van ser fusionats al Partit Comunista de Lituània i Belarús.

## Estat de breu durada
L'RSS Lituana-Belarussa va tenir una breu vida, tot just set convulsos mesos al llarg de 1919. Durant aquest temps es va encarar a dues guerres en paral·lel, la Guerra poloneso-soviètica i la Guerra lituanopolonesa.
La unió de les dues repúbliques soviètiques no va tenir bona acollida en cap dels dos països. Particularment els belarussos van viure la fusió com una sort de traïció a les seves aspiracions nacionals per part dels bolxevics, entenent que aquests les havien donat suport anteriorment per interès tàctic. L'RSS Belarussa va ser dividida en dues parts, les províncies de Smolensk, Vítsiebsk i Mahiliou van ser lliurades a la RSF Russa i les restants províncies belarusses al nou estat lituà-belarús. El poeta i polític belarús Zmicier Zhylunovich, president de l'RSS Belarussa va abandonar els seus càrrecs polítics en senyal de protesta.
Moscou va insistir en la conveniència de la fusió i la unió va ser supervisada per Adolph Joffe, que va escollir els membres del govern del Litbel. El nou govern va ser encapçalat pel lituà Vincas Mickevičius-Kapsukas, president del Sovnarkom –càrrec corresponent al de primer ministre– i no va incloure belarussos a les seves files, encara que sí jueus i polonesos. El govern va ser finançat per crèdits de la RSF Russa. Historiadors descriuen aquest govern com una «creació artificial» o «una ficció».
Inicialment la capital de Litbel va ser Vílnius. Al mes d'abril va ser traslladada a Minsk, després que Vílnius fos ocupada per l'Exèrcit Polonès en l'Ofensiva de Vílnius. El premier Soviètic Vladímir Lenin tenia l'esperança d'iniciar negociacions amb Polònia mitjançant el comunista polonès Julian Markhlevski i oficialment va liquidar Litbel el 17 de juliol de 1919. Llavors quasi tot el territori de Litbel estava ja ocupat pels polonesos. El 8 d'agost van ocupar Minsk i el govern de la ja fantasmal Litbel va ser evacuat a Smolensk.

## Repercussions
El setembre del 1919 els soviètics havien reconegut ja la independència de Lituània i es van oferir a negociar un tractat de pau amb els lituans. El Tractat de pau lituano-soviètic va ser signat finalment el 12 de juliol de 1920.
En aquell temps la Guerra poloneso-soviètica havia canviat de sentit, estant aquesta vegada favorable als soviètics. Les tropes soviètiques van recuperar Minsk i aleshores els bolxevics van reorganitzar radicalment la República Socialista Soviètica de Belarús, que va néixer novament el 31 de juliol de 1920. Encara que per a aquell moment els soviètics havien reconegut ja a Lituània, van planejar un cop d'estat per enderrocar al govern lituà i reeestablir Litbel. Tanmateix, després de perdre la batalla de Varsòvia van ser novament empesos cap a l'est pels polonesos. La frontera Polonesa-Rusa va ser determinada per la Pau de Riga, que va deixar aproximadament la meitat del territori belarús en mans poloneses i l'altra meitat a les mans de la República Socialista Soviètica de Belarús.
Alguns historiadors creuen que la victòria polonesa va salvar la independència lituana del cop planejat pels soviètics, ja que va deixar a Lituània sense fronteres comunes amb el territori soviètic.

## Membres del Consell de Comissaris del Poble
Els membres del Consell de Comissaris del Poble (equivalent a un gabinet de ministres) el 27 de febrer de 1919 eren:
- President i Comissari d'Afers Exteriors: Vincas Mickevičius-Kapsukas
- Comissari d'Assumptes Interiors: Zigmas Aleksa-Angarietis
- Comissari d'Aliment: Moses Kalmanovich
- Comissari de Treball: Semyon Dimanstein
- Comissari de Finances: Yitzhak Weinstein
- Comissari de Carreteres: Aleksandras Jakševičius
- Comissari d'Agricultura: Vaclovas Bielskis
- Comissari d'Educació: Julian Leszczyński
- Comissari de Comunicacions: Carl Rozental (К. Ф. Розенталь)
- Comissari de Justicia: Mieczysław Kozłowski (Мечислав Козловский)
- Comissari de Guerra: Józef Unszlicht
- Comissari de Salut: Petras Avižonis
- Comissari d'Economia del Poble: Vladimir Ginzburg
- Comissari d'Afers Socials: Josif Oldak